# 藤井优
藤井优（日语：／ Fujii Yu，2008年6月23日—）是日本的儿童演员，出身于神奈川县；目前隶属于Amuse。

## 人物简介
藤井优擅长短跑和足球， 最憧憬的演员则是菅田将晖。

## 演出作品

### 电视剧
| 电视剧名            | 播出日期                | 播出平台   | 饰演角色                    |
| ------------------- | ----------------------- | ---------- | --------------------------- |
| PICU 儿童重症监护室 | 2022年10月10日—12月19日 | 富士电视台 | 矢野悠太（中学生时代）      |
| 重启人生            | 2023年1月8日—3月12日    | 日本电视台 | 加藤直人（中学生时代）      |
| 虫王战队超王者      | 2023年3月5日—至今       | 朝日电视台 | 拉克莱斯·哈斯蒂（少年时代） |

### 广告
- 荣光研讨会（日语：栄光ゼミナール）（2022年12月迄今）

### 其他
- SHE'S（日语：SHE'S）第6张专辑CD封面模特

## 出版作品
- 《NICO☆PUTI（日语：ニコ☆プチ）》